# Elektronenspektrometer
Ein Elektronenspektrometer ist ein Spektrometer zur Energie- und Richtungsanalyse von Elektronen. Es besteht in der Regel aus einem Analysator, der Elektronen einer bestimmten Energie (englisch pass energy) und einer bestimmten Laufrichtung durchlässt, sowie einem Detektor.
Der Analysator besitzt in der Regel einen Eintrittsspalt, durch den die Elektronen  eintreten, und einen Austrittsspalt, durch den sie auf den Detektor gelangen. Bei der Verwendung ortsauflösender Detektoren kann oft auf einen Austrittsspalt verzichtet werden. Zur Filterung der Elektronenenergie wird die Ablenkung von Elektronen in einem elektrischen oder magnetischen Feld ausgenutzt. Nur die Elektronen einer bestimmten kinetischen Energie (der sog. Passenergie), welche unter einem bestimmten Winkelbereich auf den Eintrittsspalt treffen, können dann sowohl den Eintritts- als auch den Austrittsspalt dieses Monochromators passieren. Die Passenergie des Monochromators wird durch Verändern der elektrischen Spannung am Kondensator geregelt, sodass Elektronen einer anderen kinetischen Energie den Detektor erreichen. Mit dieser Anordnung wird für verschiedene Passenergien die Elektronenzählrate ermittelt und als Spektrum aufgetragen. Mögliche Geometrien für einen elektrostatischen Analysator sind z. B. Plattenkondensator, Zylinderkondensator und Kugelkondensator, jeweils mit Eintritts- und Austrittsöffnung.
Als Detektor kommt häufig ein Sekundärelektronenvervielfacher zum Einsatz, dieser ist oft als Kanalelektronenvervielfacher (englisch channeltron) ausgeführt. Die Verstärkung reicht hier aus, um einzelne Elektronen zu zählen. In modernen Elektronenspektrometern werden meist ortsauflösende Detektoren verwendet. Diese bestehen aus einer Mikrokanalplatte (englisch micro-channel-plate MCP) und einem Fluoreszenzschirm. Das so entstandene Bild des Spektrums wird dann mit einem CCD aufgenommen und zu einem Spektrum verarbeitet.